# 鳞柄双盖蕨
鳞柄双盖蕨（学名：Diplazium squamigerum）也称鳞柄短肠蕨，为蹄盖蕨科双盖蕨属下的一个种。